# 리그베다

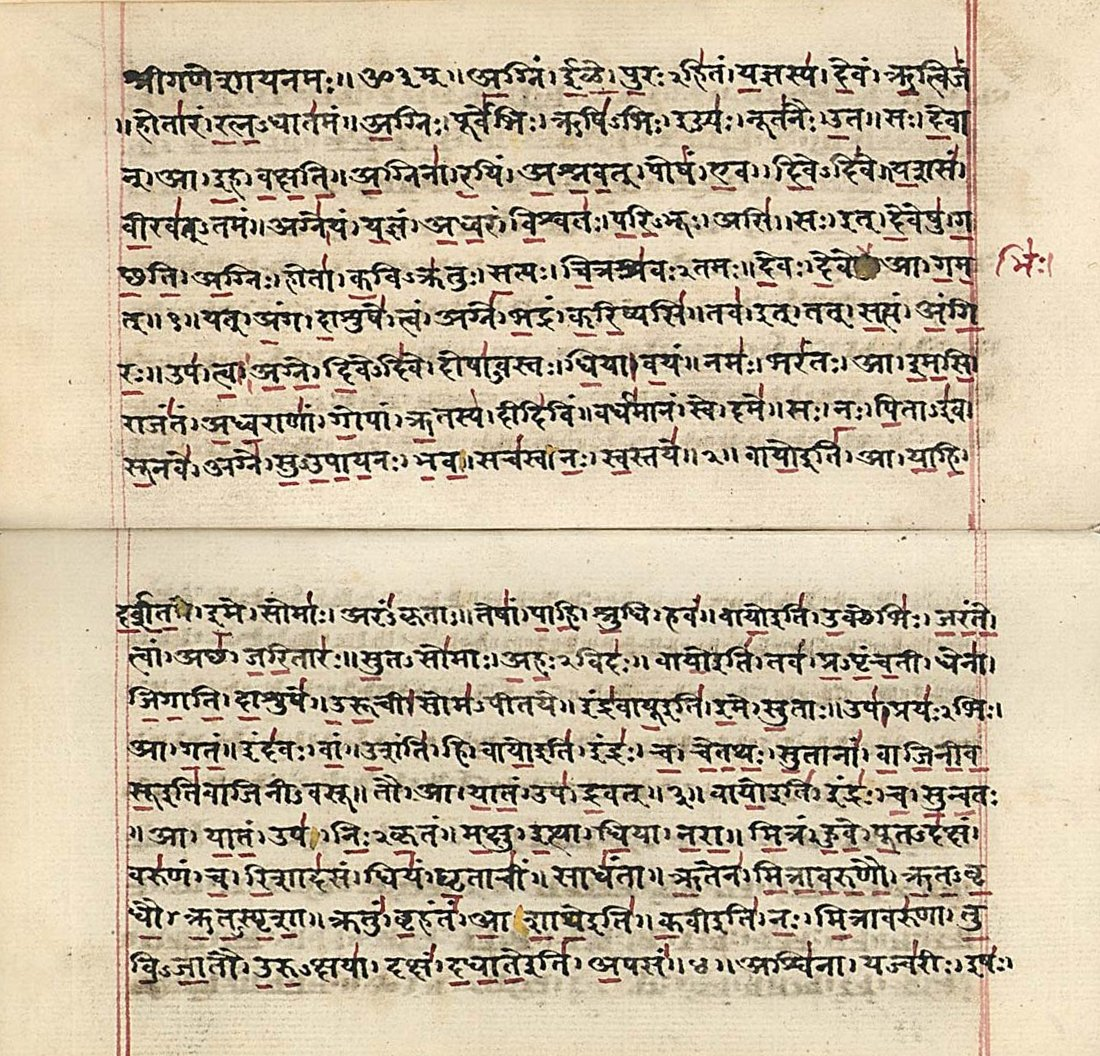
Rigveda

리그베다(산스크리트어: ऋग्वेद)는 브라만교 및 힌두교의 정전(正典)인 투리야(तुरीय Turīya. 4종의 삼히타라는 뜻)의 하나이다.
인도의 가장 오래된 문헌이며 인도 신화의 근원을 이룬다 할 수 있다. 10권 1028의 시구(詩句)로 되어 있으며, 자연신 숭배의 찬미가를 중심으로 혼인·장례·인생에 관한 노래, 천지 창조의 철학시(哲學詩), 십왕 전쟁(十王戰爭)의 노래 등을 포함하고 있다.
그 성립은 각권마다 구별이 있으나 대부분은 기원전 1000년을 기점으로 전후(前後) 수백 년에 걸친다고 추정된다. 내용은 많은 자연신에 바쳐진 찬가로 되어 있는데, 그 중에서도 뇌신(雷神) 인드라와 불의 신 아그니와 관련된 찬가가 가장 많다. 초기의 인도아리아인 사회의 양상을 전해 주는 귀중한 자료이기도 하다. 이 경전의 언어인 베다 산스크리트어는 고전 산스크리트어의 모체이며 인도유럽어족 중에 가장 오래된 언어 중 하나로 전해지고 있다.
리그베다가 처음 등장한 시기는 기원전 1500년 무렵으로 추정하지만, 오랜 세월 암기 및 구전으로만으로 전수되었기 때문에 문자로 기록한 역사는 그보다 훨씬 짧은 9-10세기쯤으로 본다. 오늘날 현존하는 가장 오래된 리그베다 사본은 사라다 문자(Sharada script)로 기록된 대략 11세기 무렵의 것이다. 가장 오래된 사본은 인도 카슈미르에서 발견된 바스칼레 사본(Bāṣkala manuscript)으로 리그베다 삼히타의 일부분이 브라흐미 문자로 쓰여졌고 연대는 9~10세기로 본다.

## 같이 보기
- 막스 뮐러
- 아우로빈도 고시

## 참고 문헌
- 이 문서에는 다음커뮤니케이션(현 카카오)에서 GFDL 또는 CC-SA 라이선스로 배포한 글로벌 세계대백과사전의 내용을 기초로 작성된 글이 포함되어 있습니다.